# كورش صفوي
كورش صفوي (بالفارسية: کورش صفوی؛ مواليد 27 يونيو 1956 في طهران) هو لغوي ومترجم وأستاذ جامعي إيراني. عمل بجامعة العلامة الطباطبائي بطهران. تندرج أعماله ضمن مجال علم المعاني وعلم العلامات وتاريخ اللسانيات والعلاقة بين اللسانيات والأدب.

## روابط خارجية
- الصفحة الشخصية على موقع جامعة العلامة الطباطبائي